# Hibiscus grandiflorus

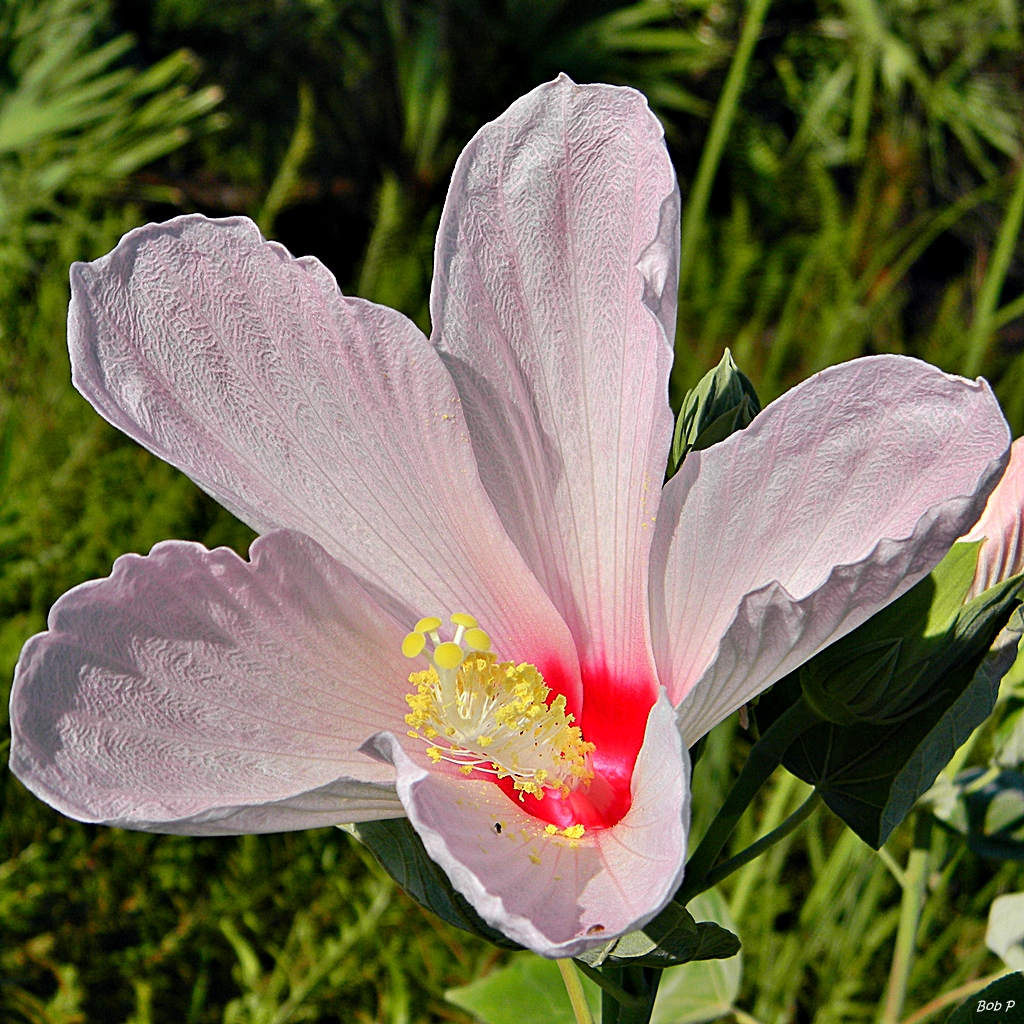
Flor

Hibiscus grandiflorus es una especie de planta fanerógama de la familia  Malvaceae, es endémica del sudeste de los Estados Unidos. En Colombia es conocido como resucitado. 

## Taxonomía
Hibiscus grandiflorus fue descrita por André Michaux y publicado en Flora Boreali-Americana 2: 46. 1803.
Etimología
Ver: Hibiscus
grandiflorus: epíteto latíno que significa "con grandes flores".
Sinonimia
- Hibiscus urbanii Helwig, Repert. Spec. Nov. Regni Veg. 24: 236. 1928.[5]